# Loel Zwecker
Loel Zwecker (* 1968) ist ein deutscher Kunsthistoriker, Lektor, Autor und Übersetzer aus München. Er publiziert überwiegend populärwissenschaftliche Sachliteratur zu historischen, zeitgeschichtlichen und kunsthistorischen Themen und veröffentlicht auch in überregionalen Zeitungen.

## Leben und Wirken
Zwecker wurde 1997 an der Heinrich-Heine-Universität Düsseldorf mit dem Dissertationsthema Kunst und Politik im Frankreich der frühen Nachkriegszeit zum Dr. phil. promoviert. Er war als Lehrbeauftragter an der Ludwig-Maximilians-Universität München tätig. Er beteiligt sich an Lesungen oder sonstigen Veranstaltungen in Literaturvereinen, Schulen, auf Messen und in Buchhandlungen oder Bibliotheken.

## Rezeption
„Ein Mann, der genau denkt und genau formuliert“

„Entgegen der Mainstream-Historiografie, die häufig den medienwirksamen Repräsentant:innen an den Rednerpulten Denkmäler errichtete, sorgt der 1968 geborenen Autor nun für eine ausgleichende Gerechtigkeit, indem er einige prägnante Weltverbesserer aus prekären Verhältnissen in den Vordergrund rückt.“

„Sein spannend geschriebenes Buch kann auch als ein Plädoyer für mehr Courage und Solidarität gelesen werden. Es schärft den Blick für unkonventionelle Methoden und die Macht der Überzeugung durch Wort und Tat.“

„...gut recherchiert... ...ansprechend, spannend und witzig...“

„...So witzig ihr Titel, so leichtfüssig ist die Anlage von Loel Zweckers «Kleiner Weltgeschichte». Der Autor will zwar «die wichtigsten Fakten, Ereignisse, Personen und Theorien vom alten Ägypten bis heute» präsentieren, «zoomt» aber auch auf persönliche Augenblicke bekannter und weniger bekannter Personen und damit auf ihre jeweils zeitgenössische Sicht auf unterschiedlichste Themen...“

„Loel Zwecker schreibt Geschichte aus der Perspektive seiner Leser, die in Partnerschaften leben, die zur Arbeit gehen, Steuern zahlen, Kinder erziehen und Sport treiben und sich dann fragen, wie es dazu kam, ob das immer schon so war, wie es ist, und ob es so bleiben muss. Das gelingt ihm auf eine ebenso grundsolide wie unterhaltsame Art und Weise. Sein historischer Tiefblick lehrt alle, die sich auf ihre Gegenwärtigkeit etwas zu Gute halten, diese neu sehen.“

„…Von Aktionismus berichtet Loel Zwecker nicht nur zur Zeit der amerikanischen Unabhängigkeit. Die Abschaffung der Sklaverei, der Arbeitskampf der Gewerkschaften und der Feminismus sind für ihn der Meilenstein der wahren Macht – der Macht der Basis. Er ist überzeugt, dass es nicht Menschen in hohen Positionen oder Denker/innen sind, die positive gesellschaftliche Entwicklungen bewirken, sondern scheinbar Machtlose, „die da unten“ – einfache Leute…“

## Schriften (Auswahl)
- Picassos Purpur-Periode. Jonas Verlag, Marburg 2006, ISBN 978-3-89445-364-0
- Was bisher geschah. Pantheon Verlag, München 2010, ISBN 978-3-570-55127-1
- (In:) Boris Vian: Besuch bei Camille Bombois. Aus dem Franz. und mit einem Nachw. vers. von Loel Zwecker, Piet Meyer Verlag, Bern 2012, ISBN 978-3-905799-21-7
- Ein Schritt zurück in die Zukunft: was wir aus der Geschichte lernen können. Pantheon Verlag, München 2013, ISBN 978-3-570-55181-3
- Vom Anfang bis heute: eine kleine Geschichte der  Welt, Penguin Verlag, München 2017, ISBN 978-3-328-10006-5
- Pietro Aretino: Der Machiavelli der Kunstkritik. Piet Meyer Verlag, Bern 2018, ISBN 978-3-905799-44-6
- Die Macht der Machtlosen: eine Geschichte von unten. Klett-Cotta/Tropen, Stuttgart 2024 ISBN 978-3-608-50193-3

## Trivia
In allen von Loel Zweckers bislang veröffentlichten populärwissenschaftlich-historischen Büchern und auch in etlichen seiner Zeitungsbeiträge wird sowohl die historische Person Pietro Aretino als auch die lediglich literaturhistorisch existente fiktionale Figur Robin Hood immer wieder zentral oder nebenbei zum Thema gemacht, um entsprechende Thesen des Autors zur jeweiligen Epoche zu verbildlichen.